# Liste der Auslandsvertretungen Tongas

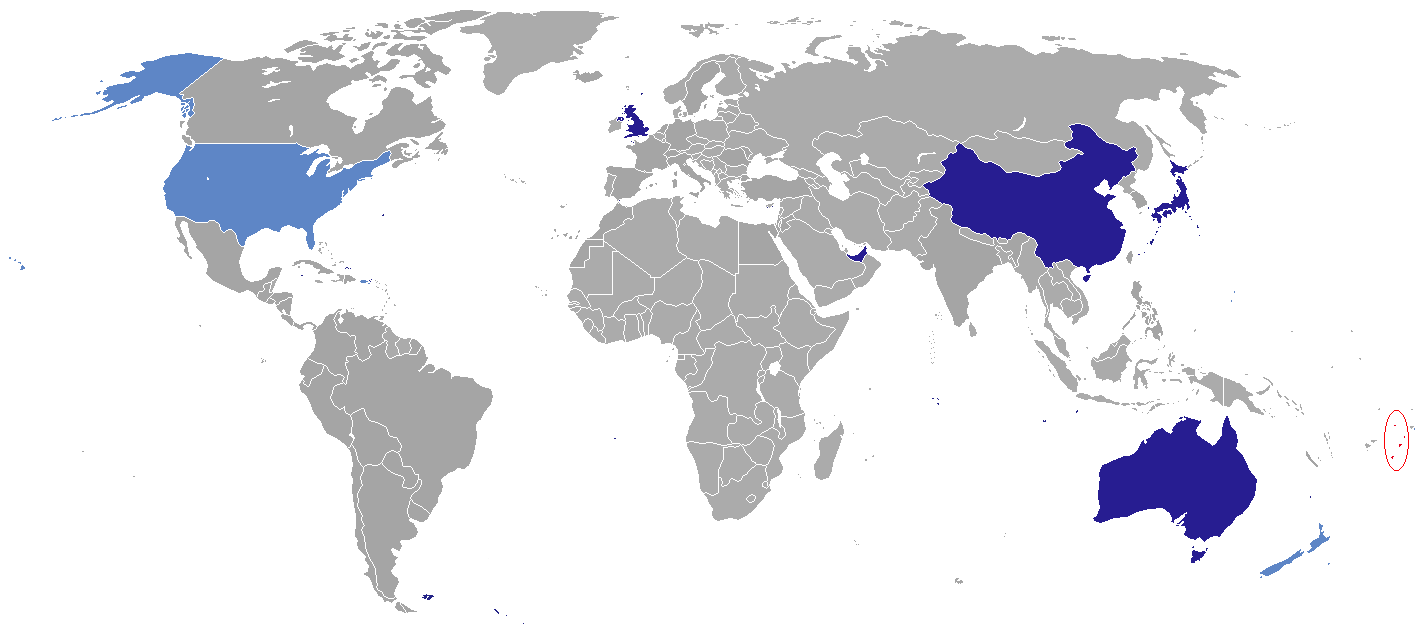
Standorte der diplomatischen Vertretungen Tongas

Dies ist eine Liste der diplomatischen Vertretungen Tongas.

## Diplomatische Vertretungen

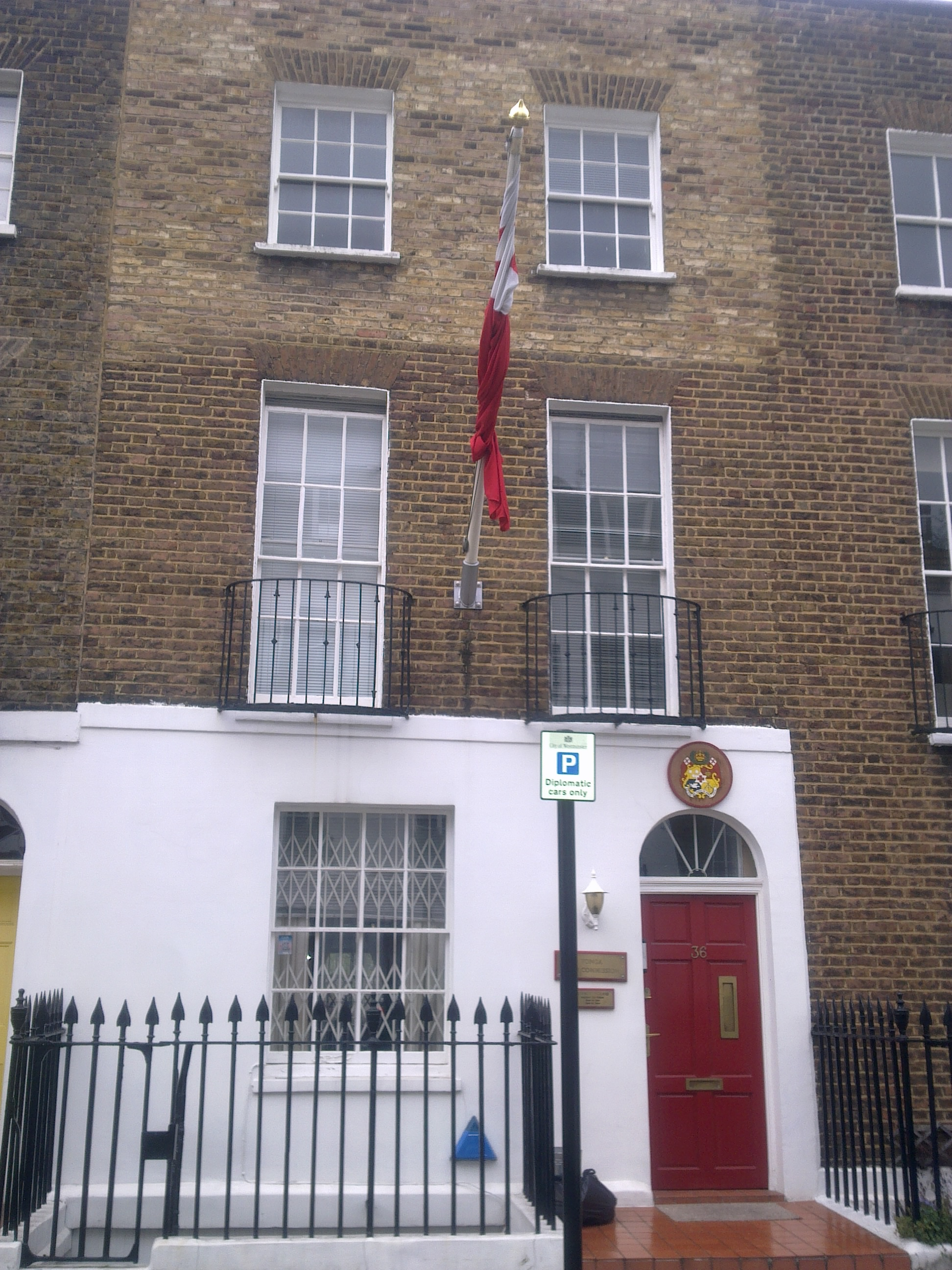
Hohe Kommission Tongas in London

### Asien
- Volksrepublik China: Peking, Botschaft
- Japan: Tokio, Botschaft

### Australien und Ozeanien
- Australien: Canberra, Hohe Kommission
- Neuseeland: Auckland, Generalkonsulat

### Europa
- Vereinigtes Königreich: London, Hohe Kommission

### Nordamerika
- Vereinigte Staaten: San Francisco, Generalkonsulat

## Vertretungen bei internationalen Organisationen
- Vereinte Nationen: New York, Ständige Vertretung